# 木戸口久治
木戸口 久治（きどぐち ひさはる、1916年1月9日 - 2005年1月7日）は、日本の弁護士。最高裁判所判事。石川県出身。

## 概要
1942年（昭和17年）9月に中央大学法学部を卒業。同年10月に司法官試補となったが、陸軍に召集されてベトナムに出征。復員後に5日間だけ検事になったが、「同期より遅く任官しても将来どうなるか」と考え、1948年（昭和23年）1月に弁護士登録をした。
第二東京弁護士会に所属。十条製紙の顧問弁護士を務め、立木の所有権や境界などの紛争があるたびに出かけ、北海道から九州まで全国の山を歩いた。製紙工場の公害問題も地方の人たちと丁寧に話し合い、訴訟に持ち込まれないで解決した。
中央大学理事や第二東京弁護士会会長を務めた。1981年（昭和56年）春に谷川八郎日弁連会長が病気になった時、会長代行を務めた。
1982年（昭和57年）4月12日に最高裁判所判事に就任。環昌一判事の後任人事について、日弁連で第二東京弁護士会から推薦する方針で人選を進めたが、複数の候補があり調整に難航した末、日弁連会長が木戸口を推薦して、服部高顯最高裁長官も了承したことで発令された。就任の挨拶では「人権を重視するが、社会秩序・治安の維持も合わせて考える。憲法は教条的に解釈するのではなく、社会の変化に対応することも大切」と語る。
1980年衆院選の一票の格差訴訟では1983年（昭和58年）11月7日の最高裁判決で違憲状態とする多数意見に対し、違憲とする反対意見を表明した。
退官を間近に控えた創立百年を迎えた母校の中央大学で「判決文は一般国民にわかりやすい理由と文章でつくられなければならない」と講演した。
1986年（昭和61年）1月に定年退官。